# ني فيغاليا (إليا)
ني فيغاليا (Νέα Φιγαλεία) هي مدينة في إليا في غرب اليونان في اليونان.